# Eupithecia setaceata
Eupithecia setaceata är en fjärilsart som beskrevs av Karl Dietze 1901. Eupithecia setaceata ingår i släktet Eupithecia och familjen mätare. Inga underarter finns listade i Catalogue of Life.